# Husein Brkić
Husein Brkić (Mostar, 1889. – Sarajevo, 1961.) je bio bosanskohercegovački geograf, sarajevski gradonačelnik i dekan (naslov)ˇ Filozofskog fakulteta u Sarajevu.
Husein Brkić rođen je u Mostaru 1889. Završio je studije u Beču i Zagrebu 1922. Radio je kao profesor u Mostaru, Stocu, Trebinju i Sarajevu. Poslije Drugog svjetskog rata bio je prvi gradonačelnik Sarajeva. Gradonačelnik je bio od 1945. do 1947. godine. Poslije radi na Višoj pedagoškoj školi u Sarajevu, a nakon osnivanja Filozofskog fakulteta u Sarajevu 1950. izabran je za profesora geografije na Katedri za geografiju. Bio je dekan Filozofskog fakulteta u Sarajevu. Husein Brkić je osnivač i doživotni počasni predsjednik Geografskog društva Bosne i Hercegovine.